# Phaonia halophila
Phaonia halophila är en tvåvingeart som beskrevs av Zinovjev 1990. Phaonia halophila ingår i släktet Phaonia och familjen husflugor.
Artens utbredningsområde är Mongoliet. Inga underarter finns listade i Catalogue of Life.